# Karl VI. (Frankreich)

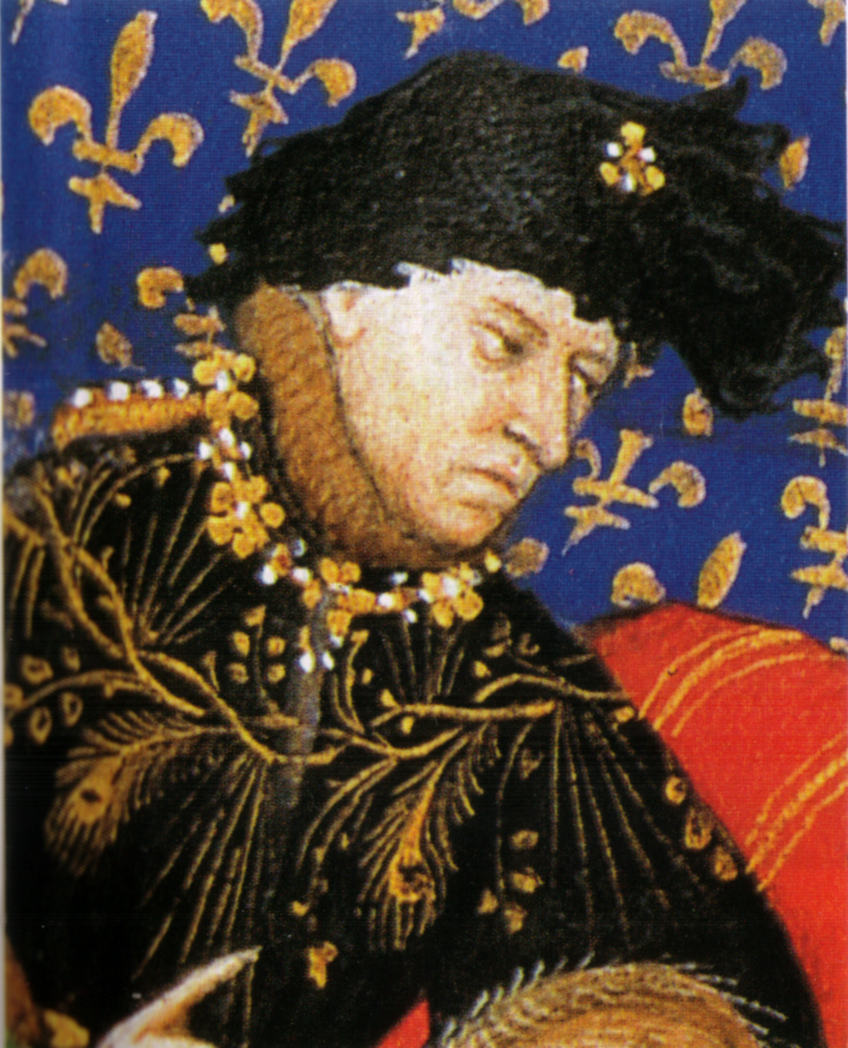
Karl VI. in einer Buchmalerei des Boucicaut-Meisters

Karl VI., auch der Vielgeliebte oder der Wahnsinnige (französisch Charles VI le Bien-Aimé oder le Fou; * 3. Dezember 1368 in Paris; † 21. Oktober 1422 ebenda), war von 1380 bis 1422 König von Frankreich.

## Leben

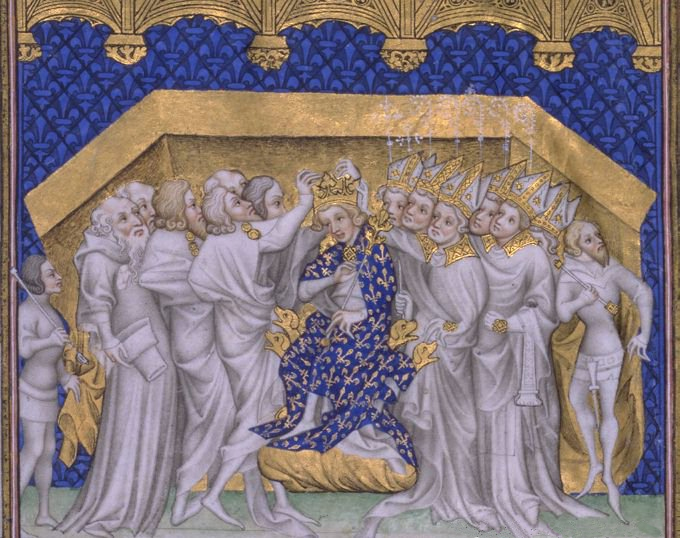
Die Krönung Karls VI., Grandes Chroniques de France

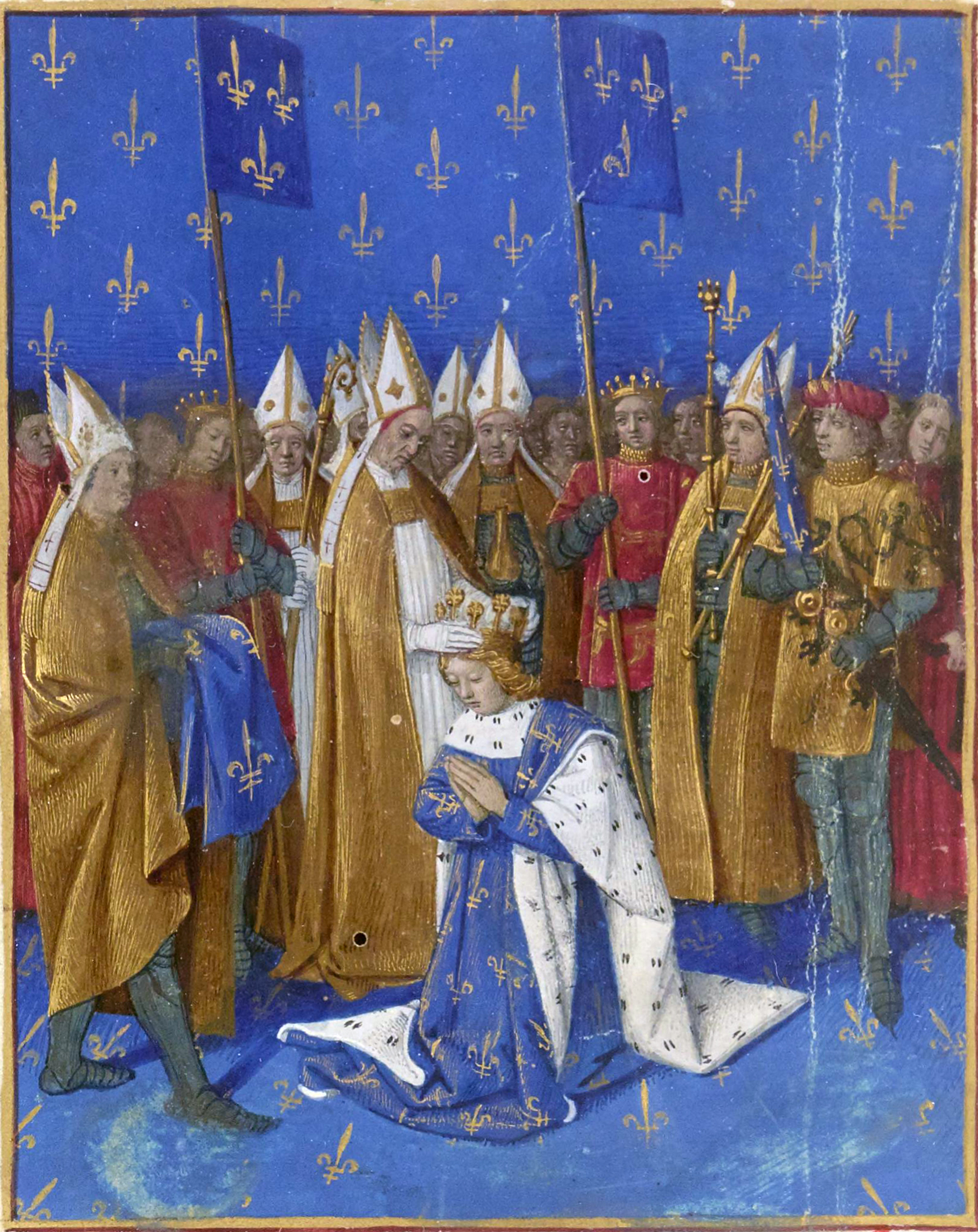
Krönungszeremonie Karls VI., Buchmalerei von Jean Fouquet

Karl VI. war das älteste der drei am Leben gebliebenen Kinder (von insgesamt neun) von König Karl V. von Frankreich und dessen Gemahlin Johanna von Bourbon.
Da er erst elf Jahre alt war, als er 1380 auf den Thron kam, stand er zunächst unter der Vormundschaft der drei jüngeren Brüder seines Vaters, der Herzöge Ludwig von Anjou, Johann von Berry und Philipp von Burgund, die als Regentschaftsrat (Regierung der Herzöge) auch die Herrschaft für ihn ausübten.
Karl hatte bei seiner Thronbesteigung ein Land geerbt, das zwar durch die große Pest von 1349/50 und den seit 1337 immer wieder aufflammenden Hundertjährigen Krieg geschwächt war, jedoch von seinem Vater erfolgreich reorganisiert und von dessen Heerführer Bertrand du Guesclin in vielen Kriegszügen von den englischen Truppen befreit worden war. Die Regenten dagegen verfolgten widersprüchliche, meist vom eigenen Vorteil und Profit geleitete Ziele. Frankreich wurde also schlecht von ihnen regiert und zusätzlich ausgebeutet. Dies bewirkte viele Aufstände, vor allem in Paris und anderen Städten, die jedoch unterdrückt werden konnten. 1382 z. B. wurden die aufständischen Bürger von Gent, Brügge und Ypern in der damals zum Königreich Frankreich gehörenden Grafschaft Flandern bei Roosebeke besiegt.

Das königliche Wappen Karls VI.

Erst 1388 übernahm Karl die Regierung offiziell selbst. Er erwies sich als zwar gutwillig, aber schwach und sprunghaft. Immerhin regierte er einige Jahre mit glücklicher Hand, weil er sich auf die Marmousets genannten Berater seines Vaters stützte. Spätestens 1392 brach bei ihm jedoch eine schwere Geisteskrankheit aus: Im August dieses Jahres griff er auf einmal im Wahn seine Umgebung an und tötete dabei mehrere Menschen. Zunächst schien sich der König von diesem Anfall zu erholen. Ab 1393 (siehe: Bal des Ardents) war Karl dann aber für den Rest seines Lebens überwiegend handlungsunfähig, auch wenn er offenbar immer wieder phasenweise bei klarem Verstand war.

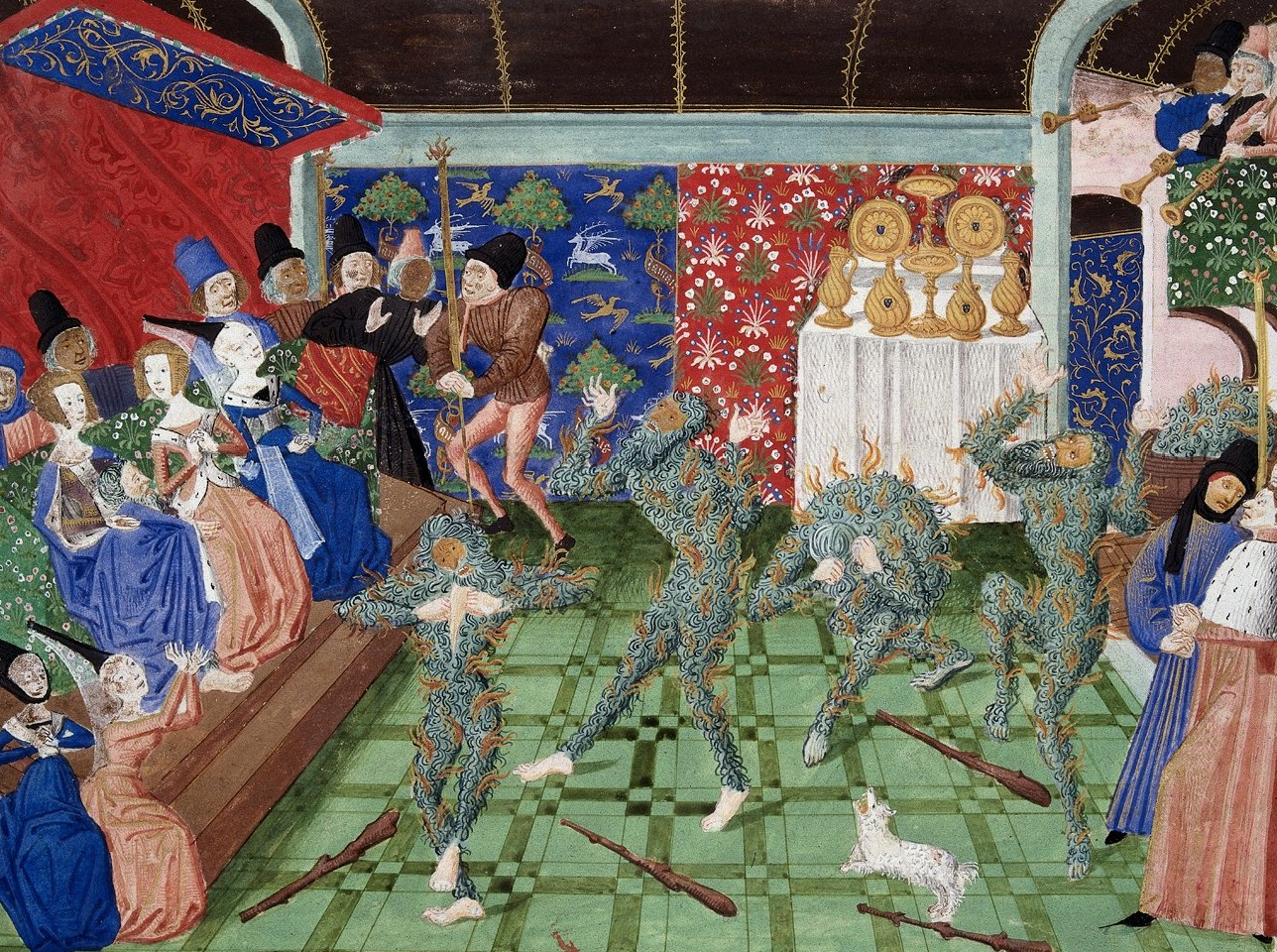
Der Bal des Ardents in einem Manuskript der Chronik Jean Froissarts. Die Herzogin von Berry (sitzend links) bedeckt König Karl VI. mit ihrem blauen Rock, so dass nur dessen Gesicht sichtbar ist. Vier Freunde des Königs verbrannten vor seinen Augen.

Diese Situation nutzten die Ex-Regenten, d. h. die Onkel des Königs, um ihn in ihrem Sinne zu manipulieren bzw. hinter seinem Rücken zu agieren. Nach und nach trat als ihr Konkurrent auch Karls ehrgeiziger jüngerer Bruder, Herzog Ludwig von Orléans, auf den Plan, der die Unterstützung der jungen Königin, Isabeau de Bavière, genoss.
Am 17. September 1394 ordnete Karl die endgültige Vertreibung der Juden aus dem französischen Königreich innerhalb weniger Monate an, die Vermögen wurden konfisziert, die Schulden mussten nicht zurückgezahlt werden. 

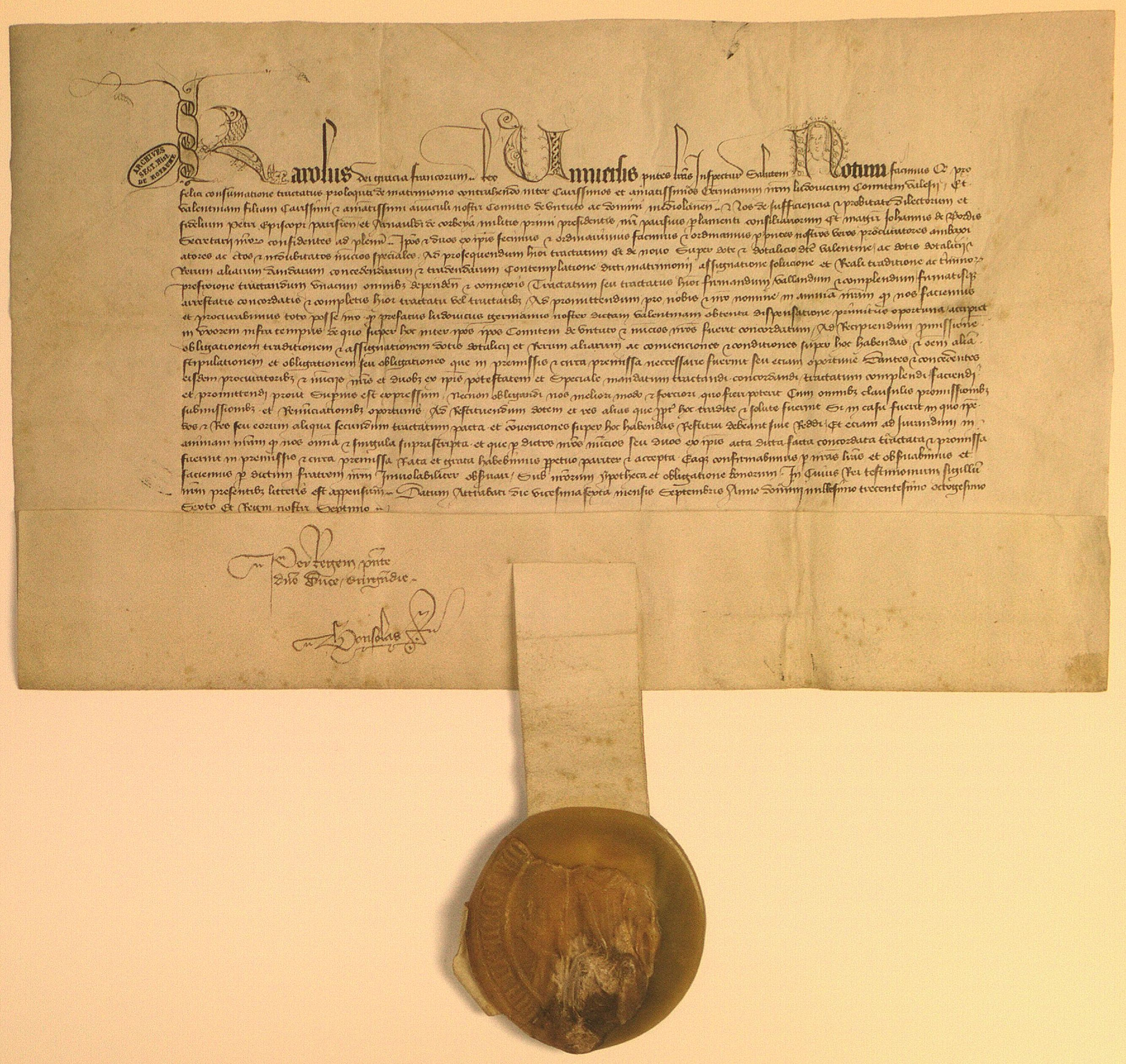
Eine Urkunde Karls VI. vom 20. September 1386. Paris, Archives nationales, K 532 A, Nr. 6

Bis 1400 hatten sich am Hof zwei Parteiungen herausgebildet, die sich ins Land hinein verlängerten: zum einen die „Orléanisten“ um Herzog Ludwig und zum anderen die Bourguignons um Herzog Philipp bzw., nach seinem Tod 1404, um seinen Sohn Herzog Johann Ohnefurcht von Burgund. Als 1407 Ludwig von Auftragsmördern Johanns auf offener Straße ermordet wurde, verbündete sich sein Sohn Karl von Orléans mit Ludwig von Anjou und seinem Schwiegervater, Graf Bernard VII. von Armagnac. Da Johann trotz aller Bemühungen der Familie Orléans nicht zur Rechenschaft für den Mordanschlag gezogen wurde, kam es 1410 zum offenen Bürgerkrieg der Armagnacs und Bourguignons. Hierbei siegten 1413 die Armagnacs und übernahmen in Paris die Herrschaft. Königin Isabeau, die inzwischen mit der burgundischen Partei kollaboriert hatte, wurde aus dem Thronrat ausgeschlossen.
Frankreich wurde durch diese innenpolitischen Konflikte unter einem schwachen König gespalten. Diese Schwäche nutzte 1415 Heinrich V. von England, um neue Raub- und Eroberungszüge auf französischem Boden zu beginnen, bei denen seine Truppen im Herbst 1415 die für die Franzosen äußerst verlustreiche Schlacht von Azincourt gewannen und 1417 die Normandie besetzten. Ebenfalls 1417 verbannte Bernard, inzwischen Konnetable von Paris, der nach dem Tod der beiden Thronfolger Jean und Louis, der Gefangennahme seines Schwiegersohns Karl durch die Engländer und dem Abgang von Ludwig VII. von Bayern im Kronrat unbeschränkte Macht hatte, die Königin und ihren Hofstaat. Hunderte von Bürgern wurden aus Paris in ihrem Gefolge vertrieben. Daraufhin verbündete sich die Königin mit Johann von Burgund, bildete eine Gegenregierung in Troyes und eroberte 1418 Paris zurück.
Bernard von Armagnac wurde hingerichtet. Es folgte ein Gemetzel an den Armagnacs, dem sich der neue (seit 1417) Kronprinz (Dauphin) Karl durch Flucht nach Bourges entziehen konnte. Karl VI. entließ die armagnakischen Behörden und billigte die von Isabeau in Troyes gebildete Regierung, die den Herzog von Burgund zum Gouverneur erhob und mit großer Machtfülle ausstattete. Der Dauphin, obwohl Generalleutnant des Königs, blieb unter dem Einfluss der Armagnaken, vor allem der mit ihnen verbündeten Anjou Jolanthe von Aragón, seiner Schwiegermutter, und war nicht zu bewegen, nach Paris zurückzukehren und seinen Platz als Thronfolger im Kronrat einzunehmen.
Inzwischen standen die Engländer kurz vor Paris; viele Städte und Landstriche waren verwüstet. Die Spaltung der königlichen Familie beunruhigte viele. Sowohl Johann von Montfort, Herzog der Bretagne und Schwiegersohn Karl VI. wie seine Tochter Michelle de Valois, versuchten, den Dauphin zur Rückkehr und Aussöhnung mit Burgund zu überreden, um gemeinsam die Engländer zu schlagen. Nach einem erfolglosen Versuch bei Corbeil traf der Dauphin den Herzog von Burgund 1419 auf der Brücke von Montereau. Der hitzige Wortwechsel gipfelte in der Ermordung des Herzogs. Es ist historisch nicht geklärt, ob der Dauphin selbst den Mord beging oder seine Entourage. Karls Versagen bestand darin, nicht schnell genug zu handeln, um den Nachfolger Herzog Philipp den Guten am Bund mit England zu hindern. Er bezeichnete seinen Sohn als sittenlos und als der Thronfolge unwürdig.
1420 enterbten Karl VI. und Isabeau den Dauphin zugunsten ihrer Tochter. Durch den Vertrag von Troyes vermählten sie ihre Tochter Katharina mit Heinrich V. von England und bestimmten diesen zum französischen Thronfolger des vereinigten Königreiches Frankreich und England. Als König Karl VI. im Herbst 1422 starb, folgte ihm allerdings nicht Heinrich V., der im August an Ruhr gestorben war, sondern dessen einjähriger Sohn Heinrich VI. Zugleich ließ sich in Bourges der Dauphin als Karl VII. zum König ausrufen, so dass Frankreich für einige Zeit zwei Könige hatte. Heinrich VI. von England wurde 1431 in Paris auch zum französischen König gekrönt, verlor aber nach und nach seine Machtposition in Frankreich. In späteren Jahren litt er unter einer ähnlichen geistigen Erkrankung wie sein Großvater Karl VI.
Karl VI. wurde nach seinem Tod im Oktober 1422 in der Grablege der französischen Könige, der Basilika Saint-Denis, beigesetzt. Bei der Plünderung der Königsgräber von Saint-Denis während der Französischen Revolution wurde sein Grab am 17. Oktober 1793 geöffnet und geplündert, seine Überreste wurden in einem Massengrab außerhalb der Kirche beerdigt.

## Kunst und Kultur
Schlossergesellen in Frankreich mussten laut den Statuten Karls VI. aus dem Jahre 1411 einen Kammbartschlüssel herstellen. Die wenigsten Durchbrüche im Bart waren sieben. Jene Gesellen, die keine Vorrechte bei der Erlangung der Meisterwürde hatten (Gesellen, die nicht in Paris gelernt hatten, Gesellen, die keine Söhne von Schlossermeistern waren), mussten zwischen 7 und 21 Durchbrüche fertigen. Dazu kam noch das Eingericht, in dem der Schlüssel gedreht werden musste.

Aufteilung der Apanagen unter Karl VI.

## Nachfahren

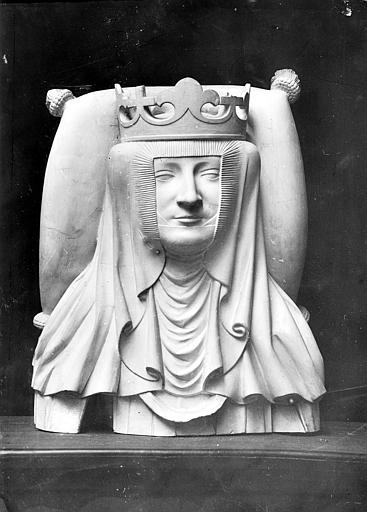
Büste der Isabella von Bayern, Teilgipsabdruck von ihrem Grabmal in der Kathedrale von Saint-Denis

Karl VI. wurde am 17. Juli 1385 mit Elisabeth von Bayern-Ingolstadt (genannt Isabel) vermählt. Mit ihr hatte er zwölf Kinder, von denen acht das Erwachsenenalter erreichten:
- Charles (*/† 1386), Dauphin;
- Jeanne (1388–1390);
- Isabelle (1389–1409) ⚭ Richard II. (1367–1400), König von England;
- Jeanne (1391–1433) ⚭ Johann VI. (1389–1442), Herzog der Bretagne;
- Charles (1392–1401), Dauphin;
- Marie (1393–1438), Nonne in Poissy;
- Michelle (1395–1422) ⚭ Philipp der Gute (1396–1467), Herzog von Burgund (Haus Burgund);
- Louis (1397–1415), Dauphin, ⚭ Margarete von Burgund († 1441) (Haus Burgund);
- Jean (1398–1417), Dauphin, ⚭ Jakobäa von Bayern (1401–1436);
- Catherine (1401–1437) ⚭ Heinrich V. (1387–1422), König von England;
- Charles (1403–1461), als Karl VII. König von Frankreich, ⚭ Maria von Anjou (1404–1463);
- Philippe (*/† 1407).

Zudem hatte er mit Odette de Champdivers die uneheliche Tochter Marguerite (1407–1458).

## Rezeption in der Kunst
Der Büchnerpreisträger Jan Wagner schrieb ein Gedicht mit dem Titel karl VI., genannt der wahnsinnige, begibt sich zu bett.